# Грачова Тетяна Олександрівна
Тетяна Олександрівна Грачова (рос. Татья́на Алекса́ндровна Грачёва, 23 лютого 1973 року, Свердловськ) — російська волейболістка, гравчиня збірної Росії (1992—1997 і 2000—2002). Срібний призер Олімпійських ігор 2000 року (всього брала участь у двох Олімпіадах), триразова чемпіонка Європи, 6-разова чемпіонка Росії. Зв'язуюча. Заслужений майстер спорту Росії.

## Біографія
Почала займатися волейболом в Свердловську (нині Єкатеринбург) в 1982 році в СДЮШОР «Уралочка». Перший тренер — Юрій Миколайович Філімонов. Закінчила свердловську школу-інтернат спортивного профілю. Виступала за команди:
- до 1992 —  «Уралочка»-2 (Свердловськ/Єкатеринбург);
- 1992—1995 —  «Уралочка» (Єкатеринбург);
- 1995—1996 —  «Младост» (Загреб);
- 1996—1998, 1999—2000 —  «Уралтрансбанк» (Єкатеринбург);
- 2000—2001 —  «Уралочка» (Єкатеринбург);
- 2001—2002 —  «Эджзаджибаши» (Стамбул);
- 2005—2008 —  «Динамо» (Москва).

6 разів ставала чемпіонкою Росії — чотири рази у складі «Уралочки» і ще двічі, виступаючи за московське «Динамо». Також складі «Уралочки» два рази вигравала Кубок європейських чемпіонів.
Закінчила Уральський державний економічний університет і Академію державної служби.
В даний час — коментатор телеканалу «НТВ-Плюс». Одружена з Ігорем Черевченко (в минулому гравець і головний тренер ФК «Локомотив» (Москва)).

## Збірні СРСР, СНД і Росії
У складі жіночих молодіжних збірних СРСР і СНД ставала чемпіонкою світу 1991 і двічі чемпіонкою Європи (1990 і 1992).
У 1992 році в 19-річному віці Тетяна Грачова дебютувала у збірній Росії виступом на престижному турнірі World Super Four (Top Four). Надалі спортсменка протягом 10 років (до 2002 року з перервою у 1998—1999) входила до складу національної команди країни, ставши за цей час володарем великої кількості нагород (командних та індивідуальних).

## Досягнення

### У складі збірної
- срібний призер Олімпійських ігор 2000;
  - учасниця Олімпійських ігор 1996;
- дворазовий бронзовий призер чемпіонатів світу — 1994 і 2002;
- переможець Світового Кубка чемпіонів 1997
  - дворазовий призер Світового Кубка чемпіонів — 1993 (бронза) і 2001 (срібло);
- дворазовий переможець Гран-Прі — 1997, 2002;
  - срібний призер Гран-прі 2000;
  - триразовий бронзовий призер Гран-Прі — 1993, 1996, 2001;
- триразова чемпіонка Європи — 1993, 1997, 2001;
  - бронзовий призер чемпіонату Європи 1995.

За підсумками чемпіонату світу 1994 і Світового Кубка чемпіонів 2001 визнавалася найкращою зв'язуючою турнірів.

### У складі клубів
- 6-разова чемпіонка Росії — 1993, 1994, 1995, 2001, 2006, 2007;
  - дворазовий срібний призер чемпіонатів Росії — 1998, 2000;
  - бронзовий призер 1997;
- бронзовий призер чемпіонату СРСР 1991;
- чемпіонка Хорватії 1996;
- чемпіонка Туреччини 2002;
- дворазовий переможець Кубка європейських чемпіонів — 1994, 1995;
  - 4-кратний срібний призер Кубка європейських чемпіонів/Ліги чемпіонів ЕКВ — 1996, 1997, 2000, 2007;
  - дворазовий бронзовий призер Кубка європейських чемпіонів/Ліги чемпіонів ЕКВ — 1993, 2001;
- срібний призер Кубка топ-команд ЕКВ 2006;
- дворазовий срібний призер Кубка Росії — 2005, 2007.

## Нагороди та звання
- Заслужений майстер спорту Росії (2000).
- Орден Дружби (2001).

## Джерело
- Волейбол: Энциклопедия / Сост. В. Л. Свиридов, О. С. Чехов. — Томск: Компания «Янсон», 2001.